# Lu Jiang
Lu Jiang (路姜S, Lù JiāngP; Pechino, 30 giugno 1981) è un calciatore cinese, centrocampista del Beijing Enterprises.